# 神須牟地神社
神須牟地神社（かみすむぢじんじゃ）は、大阪市住吉区にある神社。式内社で、旧社格は村社。神須牟地社（かみすむぢしゃ）とも呼ばれる。

## 祭神
- 神産霊大神
- 手力雄命
- 天児屋根命

## 歴史

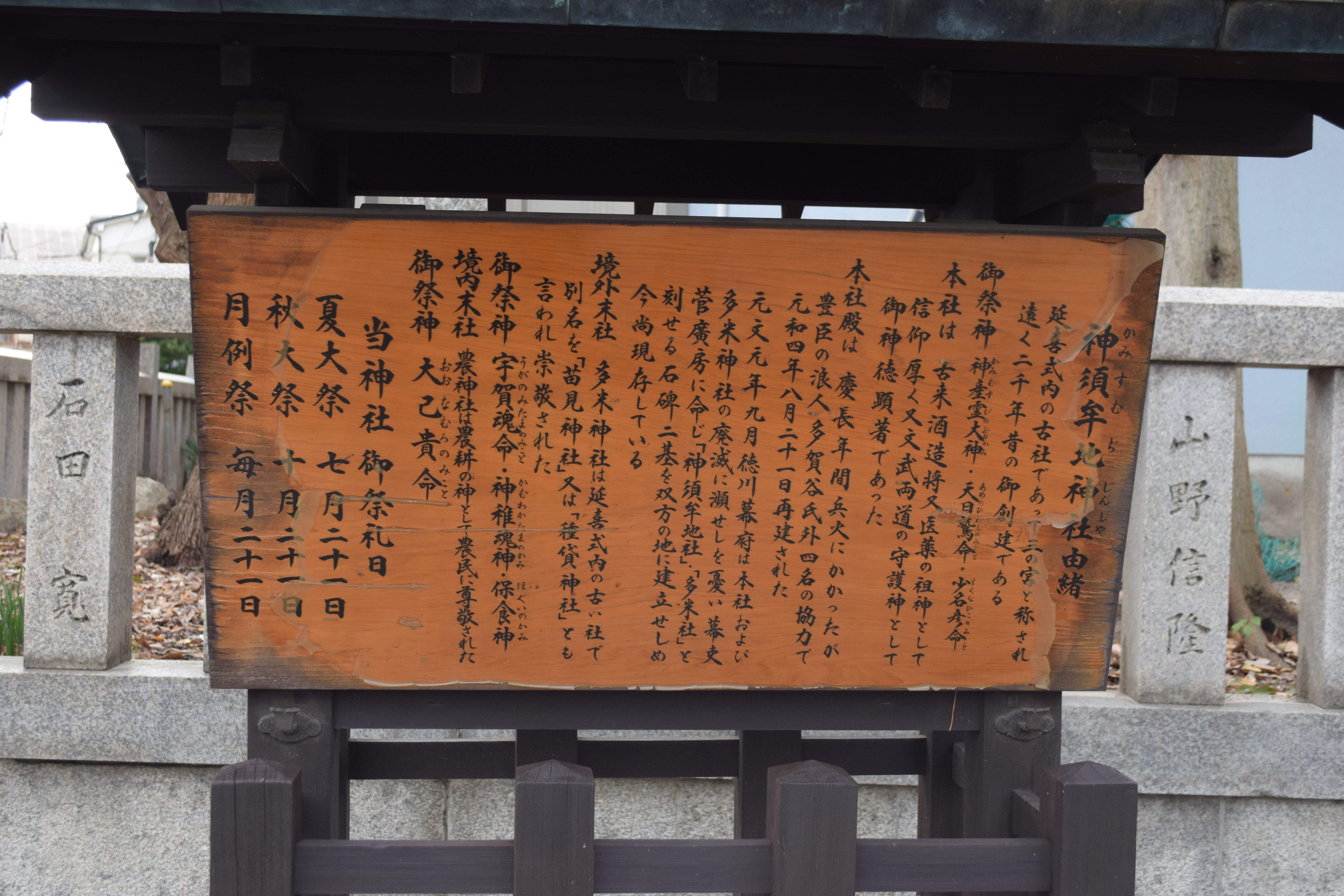
当神社の由緒書。

由緒書には「延喜式内の古社であって三の宮と称され遠く二千年昔の御創建である」とある。
住吉大社が摂津国一の宮と呼ばれたのに対し、当社が三の宮とされた。江戸時代、大名が参勤交代の途中で住吉大社に参拝する際、当社で旅装から定められた装束に着替えてから参拝したと言われている。
住吉大社の神官が当社の神職を兼任する事が多かったが、第二次世界大戦後、敗戦の混乱で存亡の危機に立たされ、八尾市の古社の神官が当社の土地を無償で譲り受け、初代宮司となる。当社の由緒書は初代の息子の2代目宮司が調査編集したものである。

## 境内

### 本社
古来酒造将また医薬の祖神として信仰厚く、文武両道の守護神として御神徳顕著であった。
本社殿は慶長年間兵火にかかったが、豊臣の浪人多賀谷氏ほか4人の協力で元和4年8月21日再建された。元文元年9月徳川幕府は本社および多米神社が廃れ滅びそうになったのを憂い、幕吏菅廣房（）（山口屋伊兵衛）に「神須牟地社」・「多米社」と彫った石碑2基をそれぞれに建立させた。

### 標石
江戸時代中頃の儒学者、並河誠所の考証に基づき、所在不明の式内社に比定された神社のうち20社に設置された標石のひとつである。式内社は、「延喜式神名帳」（巻9・10）に記載された国家祭祀の対象神社であり、多くは古代国家の解体によって所在が分からなくなっていった。
江戸時代にこれらの式内社を解明、顕彰しようとする気運が高揚した。並河誠所は享保14年（1729年）から享保20年（1735年）の6年間かけて『五畿内志』を編纂し、その過程で畿内の所在の紛れた全式内社を当時存在していた神社に比定し、それを顕彰しようとしたが、費用面から全社を対象とした顕彰は難しく、ひとまず摂津国内の20社に標石の建立し、顕彰を行った。建立は、元文元年（1736年）から翌年にかけ、徳川幕府の支持を受け、摂津国東成郡赤川村（現在の旭区赤川に当る）の庄屋で、誠所の指示を受けた弟子久保重宜によって遂行された。この時建立された標石は全て現存し、うち4基が大阪市内にある。誠所の比定以前は三宮という別の社号で呼ばれていた。誠所の考証には、現在からみれば不十分な点も多く、必ずしも正しいとは限らないが、これらの標石は、近世における考証主義・尚古主義の進展を示す資料として重要である。

### ギャラリー

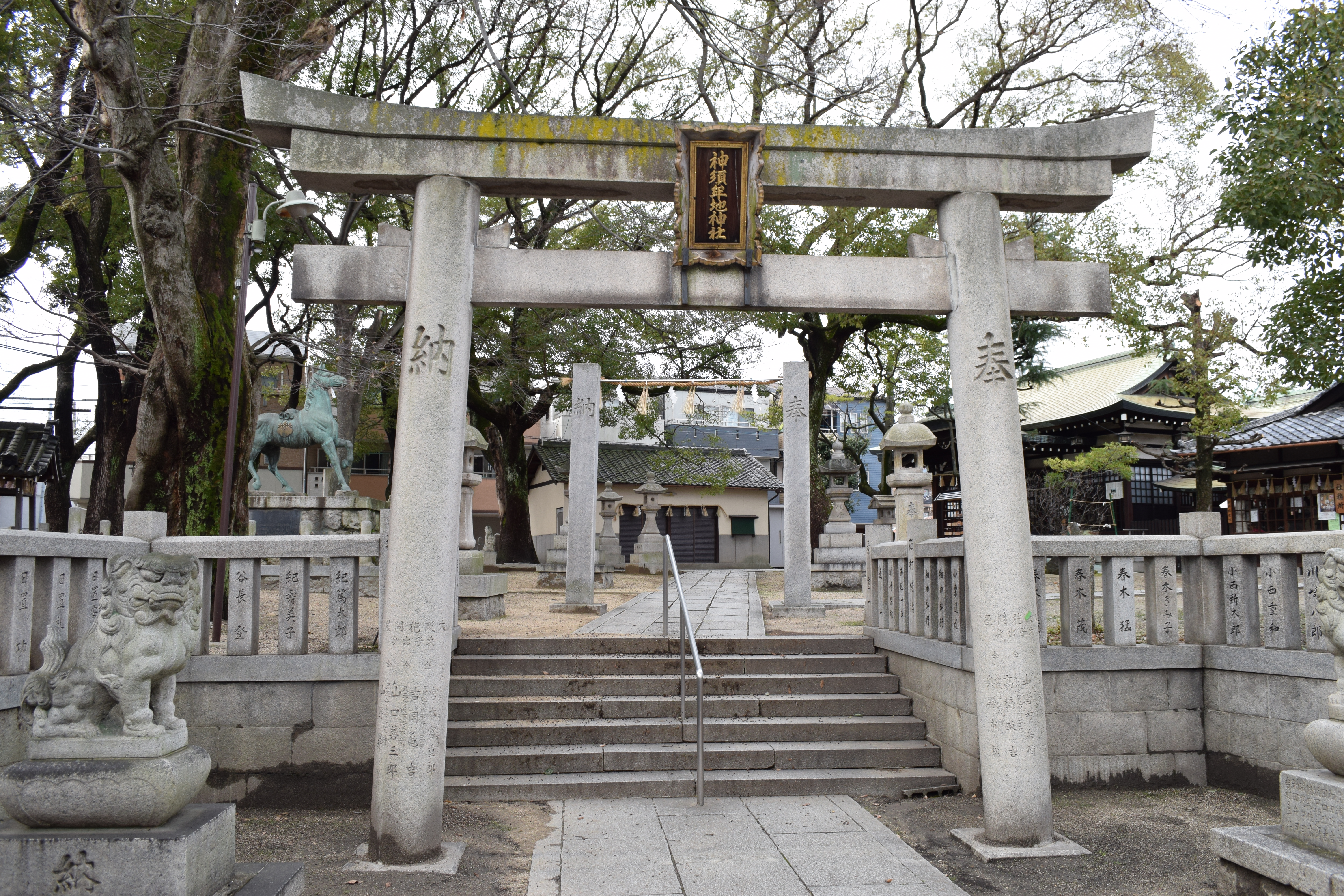
鳥居（東側）
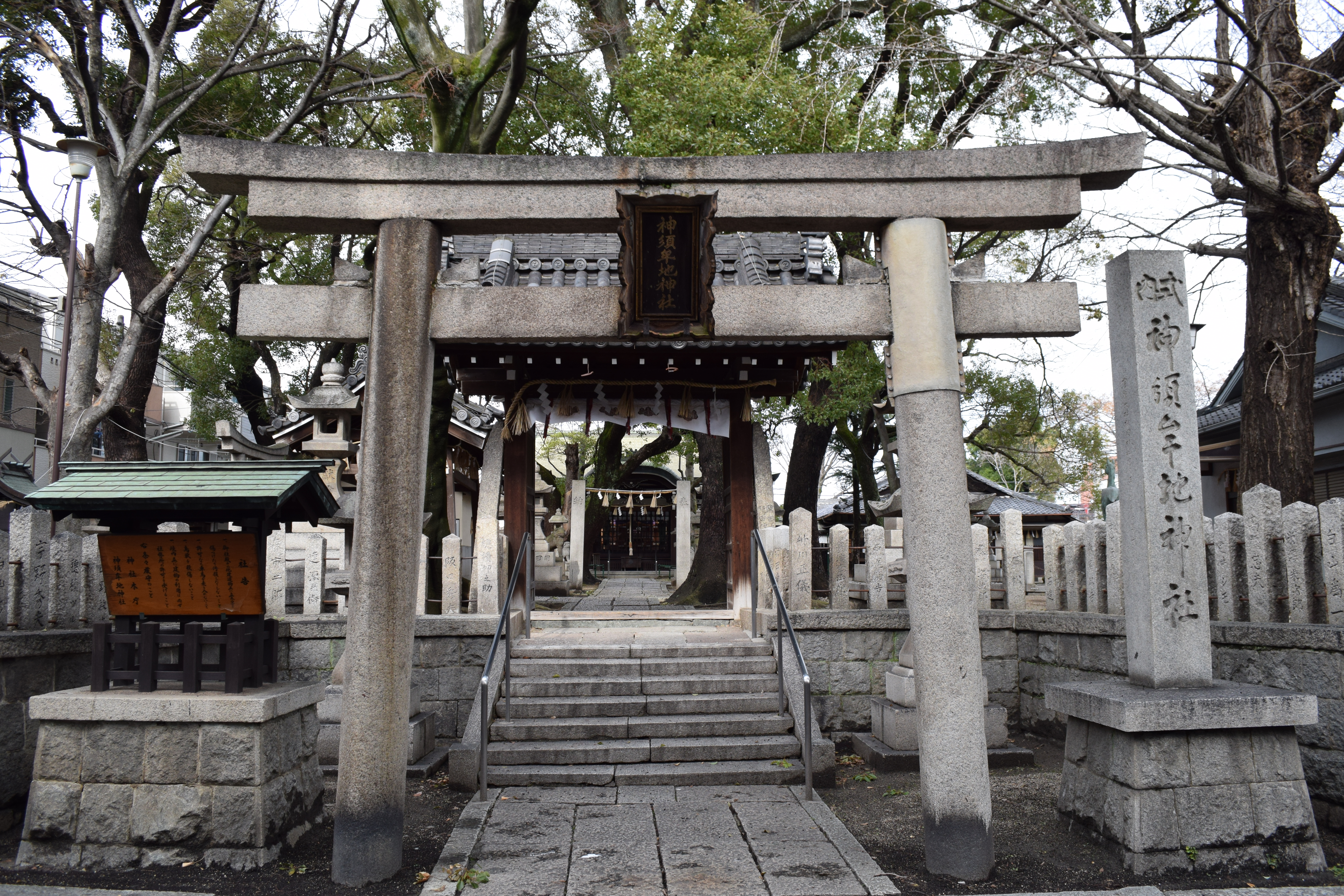
鳥居（南側）
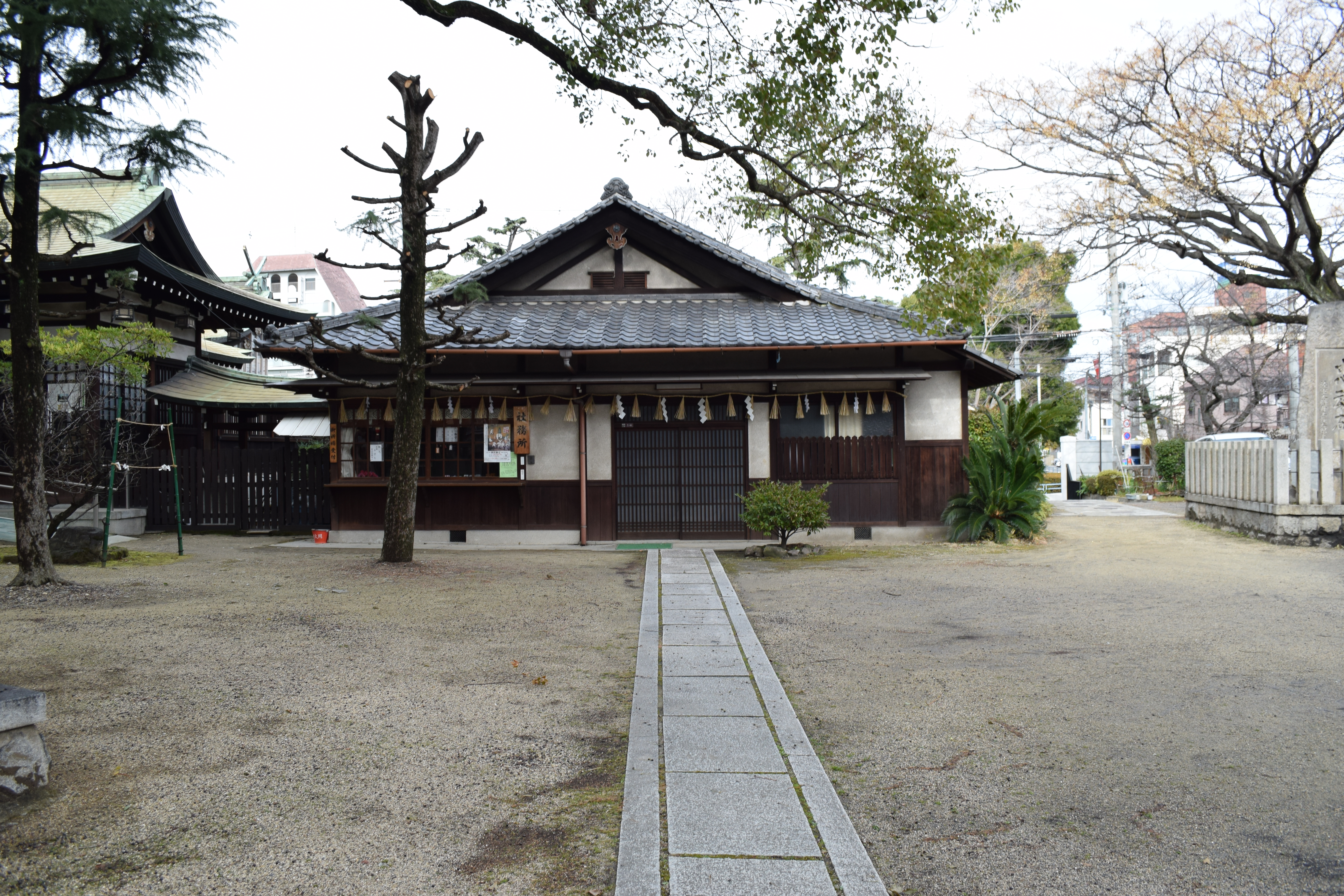
社務所
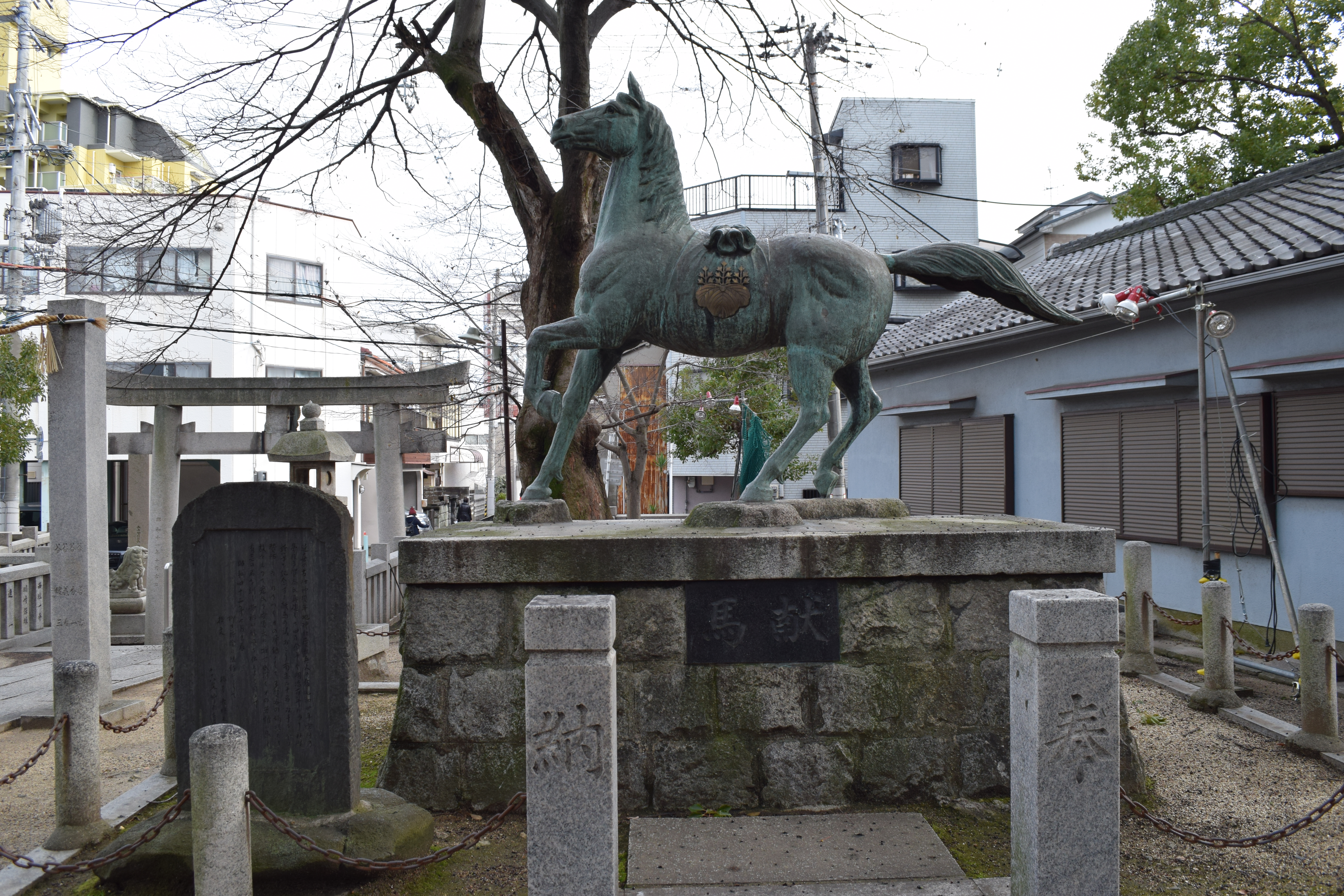
献馬
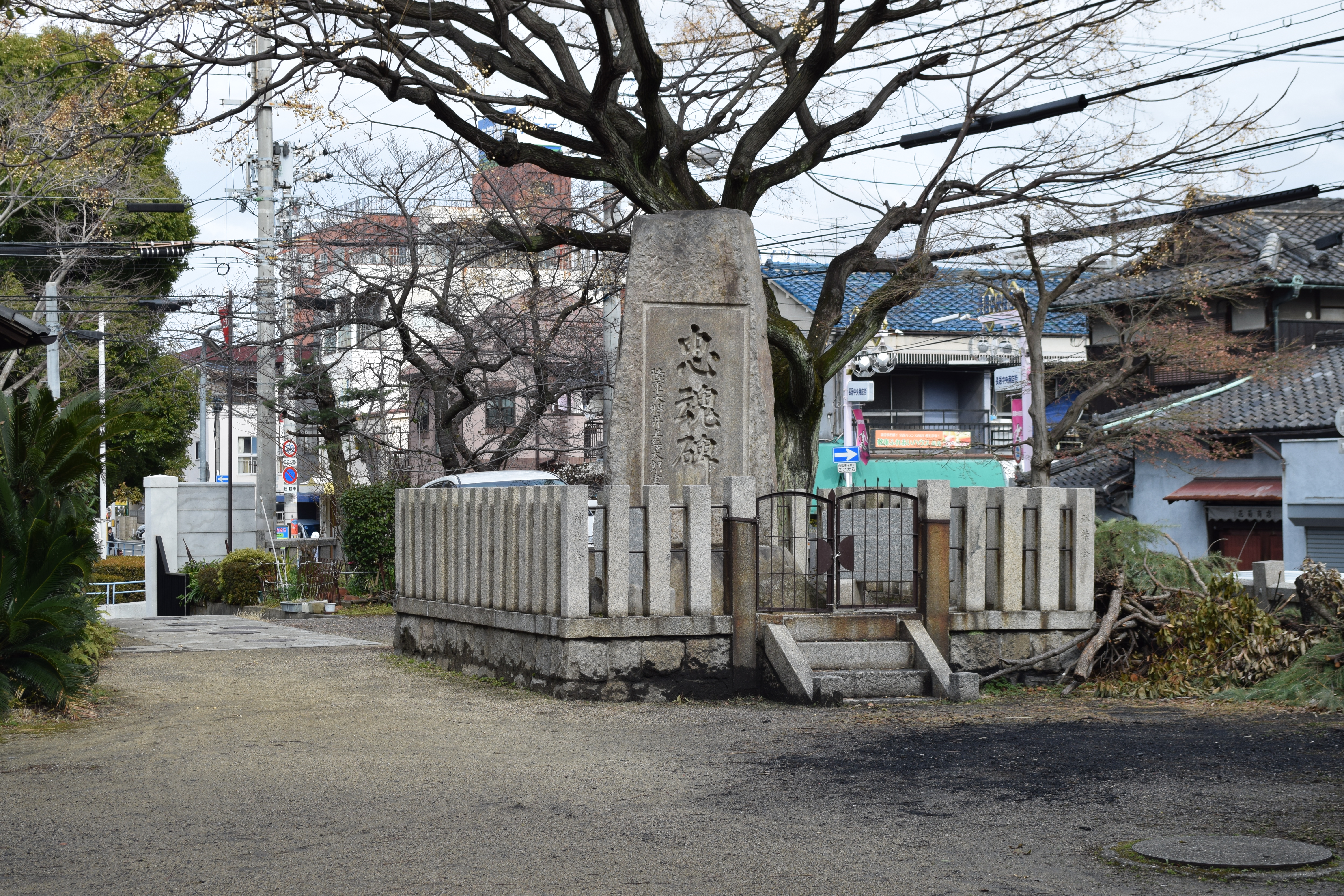
忠魂碑。陸軍大将 井上幾太郎書。

## 境内社

### 境外末社
- 多米神社（御祭神：宇賀魂命（）、神稚魂神（）、保食神（））

延喜式内の古社であり、別名を「苗見神社」「種貸神社」ともいい崇敬された。

### 境内末社
- 農神社（御祭神：大己貴命（）[5][6]）

農耕の神として農民に尊敬された。

## 祭事
- 夏大祭 - 7月21日
- 秋大祭 - 10月21日
- 月例祭 - 毎月21日

## 現地情報
所在地
- 大阪市住吉区長居西2丁目1-4

交通アクセス
- 最寄駅：大阪メトロ御堂筋線及びJR阪和線 長居駅下車後、徒歩約7分（西へ約500m）
- 最寄バス停：大阪シティバス 長居西二バス停下車後、徒歩すぐ

周辺
- 長居公園
- 長居駅前本通商店街
- 大阪市立大領中学校